# Кобра єгипетська
Ко́бра єги́петська (Naja haje) — отруйна змія родини Аспідові. Описано 2 підвиди. Інші назви «аспід» та «гая».

## Опис
Загальна довжина сягає 1—2 м. Інколи зустрічаються особини до 3 м. Забарвлення дорослих особин зазвичай одноколірне: від світло-жовтого до темно-коричневого, з світлішою черевною стороною. На шиї з нижньої сторони є кілька широких темних смуг, які стають добре помітними при загрозливій позі змії. Зустрічаються також й поперечносмугасті кобри, тулуб яких прикрашено широкими темно-бурими й світло-жовтими «перев'язками».

## Спосіб життя
Полюбляє степові, пустельні місцини, гори, руїни, чагарники або завали каміння. Велику частину часу кобра проводить на землі, але іноді плаває або забирається на дерева. Активна вдень. Харчується дрібними ссавцями, птахами, земноводними й ящірками. У разі небезпеки змія приймає характерну для всіх кобр оборонну позу, але розширений шийний «каптур» у неї помітно вужчий, ніж у індійської кобри.
Отрута небезпечна, становить загрозу життю людини, має нейротоксичну властивість.
Це яйцекладна змія. Самиця відкладає 8—20 яєць.

## Поширення
Мешкає у північній (окрім Тунісу), західній та східній Африці до екватору, на Аравійському півострові.

## Підвиди
- Naja haje haje
- Naja haje legionis

## В історії
Єгипетська кобра внаслідок своєї ефектної зовнішності і виняткової сили отрути привертала увагу людей з найдавніших часів. У єгиптян вона вважалася символом могутності, і на цій підставі її зображення прикрашало головний убір фараонів (урей).
Укус цієї змії використовували в античний час як простий, надійний й швидкий засіб вбивства або страти. Засудженим до смерті укус аспіда призначався як «милість» замість публічної страти.
Згідно з легендою цариця Клеопатра VII, взята в облогу Октавіаном, втративши надію вирватися на свободу, позбавила себе від тортур й знущань римських легіонерів за допомогою цієї змії, спритно захована в кошик з фруктами.

## Кобра та людина
Єгипетська кобра, подібно до індійської, часто використовується заклинателями змій в їх вуличних виставах, які мають успіх у місцевого населення та туристів.
У неволі єгипетська кобра живе добре, відразу береться за їжу, надаючи перевагу вживанню дрібних птахів і мишей. На зиму змія звичайно впадає у млявий стан і відмовляється від їжі. В інший час дуже активна, їй потрібно просторе приміщення. Якщо поселити разом декількох кобр, між ними часто виникають жорстокі сварки, головним чином через їжу, які іноді закінчуються загибеллю однієї з «сусідок».